# Howard (Queensland)
Pour les articles homonymes, voir Howard.
Howard (1 071 habitants) est une ville dans l'État du Queensland en Australie à 284 km au nord de Brisbane, sur la Bruce Highway.

## Histoire

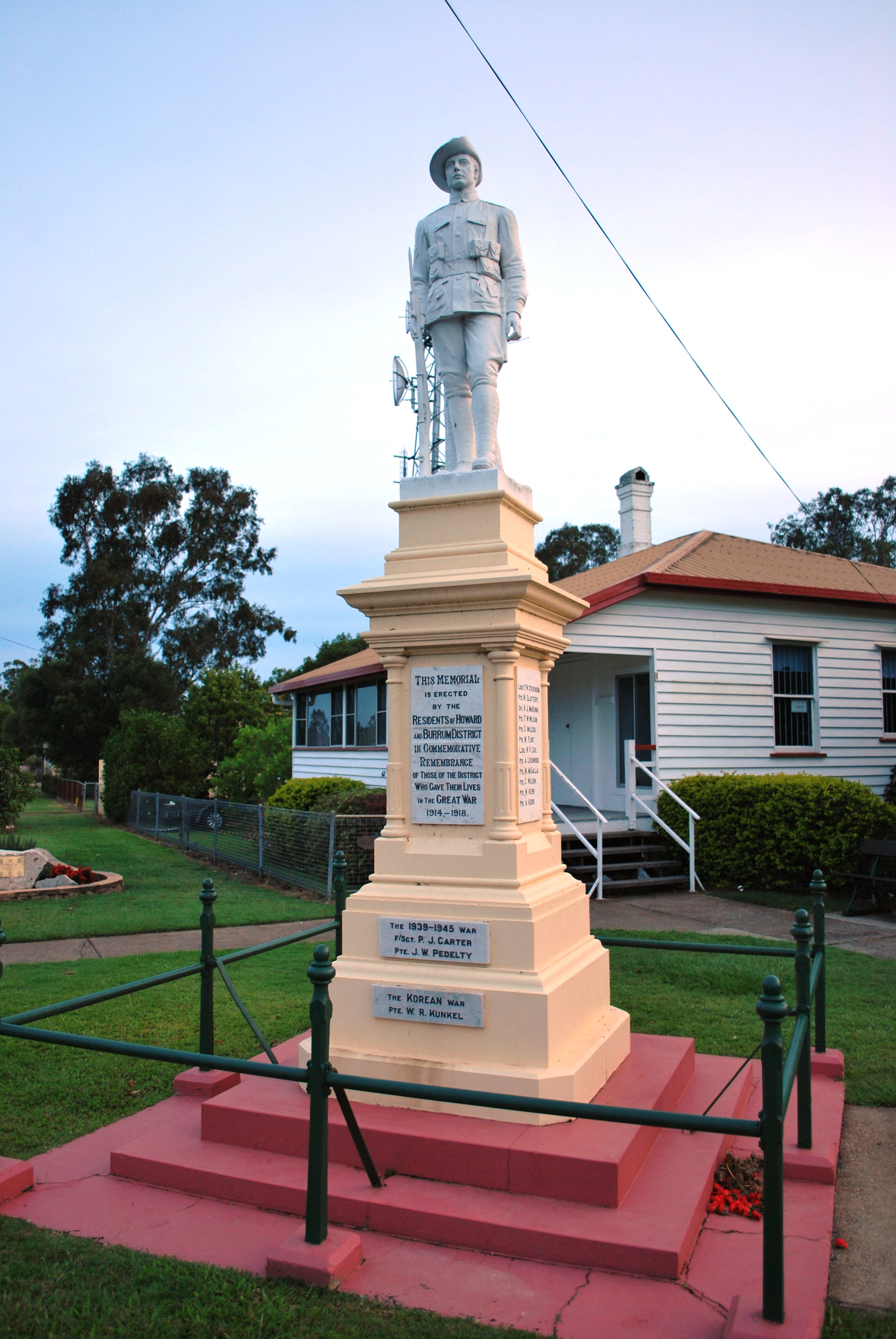
Monument aux morts.

## Référence
- Statistiques sur Howard